# Gert Steegmans
Gert Steegmans, född 30 september 1980 i Hasselt, är en professionell tävlingscyklist från Belgien. Han är en stark sprinter och är duktig på att leda fram sina lagkamrater till vinster. 
Han tävlar för det amerikanska UCI ProTour-stallet Trek Factory Racing sedan säsongen 2015, men har tidigare varit professionell för Quick Step 2011-2014 och 2007-2008. Steegmans har även tävlat med Lotto-Domo, som före säsongen 2005 bytte namn till Davitamon-Lotto under fyra år. I Davitamon-Lotto blev han en känd cyklist efter att hjälpt sin stallkamrat Robbie McEwen till två stycken etappvinster på Tour de France 2006. Han blev anställd av Quick Step-Innergetic för att bland annat leda upp spurten för landsmannen Tom Boonen.

## Tidiga år
Som U17-cyklist vann Gert Steegmans de belgiska nationsmästerskapen 1996 framför Tom Boonen och Bart Vanhout. Han slutade också trea i Keizer der Nieuwelingen Tielt 1996 bakom Roy Sentjens och Boonen.
Ett år senare började han tävla i juniortävlingar och han vann de belgiska juniormästerskapen i tempolopp framför Jurgen Van Goolen och Tom Boonen.

## Amatörkarriär
Under året 1999 tog Gert Steegmans silvermedaljen i de belgiska U23-nationsmästerskapen i tempolopp bakom Jan Kuyckx. Han slutade också på tredje plats på prologen av amatörtävlingen Ronde van Limburg bakom Yoeri Beyens och Kuyckx.
Gert Steegmans slutade trea på etapp 2 av Tour de Namur 2000. Senare under året slutade han på andra plats på etapp 1 av U23-tävlingen Triptyque des Barrages bakom Jurgen Van Goolen. 
Året därpå vann han Bryssel-Opwijk och Bryssel-Zepperen. Han tog hem tredje plats på Gent-Ieper 2001 innan han tog silverplaceringen i de belgiska U23-tempomästerskapen bakom Jurgen Van Goolen. Steegmans vann Omloop Het Volk för U23-cyklister under året framför Tom Boonen och Jan Kuyckx. Han slutade trea på Zuidkempense Pijl. På Tweedaagse van de Gaverstreek 2001 slutade Steegmans på andra plats på etapp 2. Han tog också hem andra plats i tävlingen bakom Jurgen de Jong. Under året tog han hem tredje platsen på U23-tävlingen La Côte Picarde bakom kazaken Andrej Kasjetjkin och fransmannen Anthony Geslin. I slutet av säsongen fick han prova på att vara professionell med det belgiska proffsstallet Domo-Farm Frites.
Steegmans vann de belgiska U23-tempomästerskapen 2002 framför Sébastien Rosseler och Olivier Kaisen. Han slutade trea på Bryssel-Zepperen. I slutet av mars vann belgaren Zesbergenprijs Harelbeke. Han slutade tvåa på U23-tävlingen La Côte Picarde bakom Sébastian Chavanel. I maj slutade han på andra plats på Circuit du Hainaut bakom Johan Vansummeren innan han slutade tvåa på Ronde van Limburg bakom Jurgen Van Den Broeck. Under Ronde van Limburg vann Gert Steegmans etapp 5. Han vann också Pittem-Sint-Godelieve. I juli slutade belgaren trea på U23-tävlingen GP Stad Geel bakom Wouter Van Mechelen och Pieter Ghyllebert. Steegmans vann etapp 3 och 5 av Tour de Namur. På etapp 4 av tävlingen slutade han på andra plats. Belgaren tog hem tredje platsen på etapp 1 och 2 av Ronde van Zuid-Oost-Vlaanderen; vilket ledde till att han slutade tävlingen på andra plats bakom Sébastien Rosseler.

## Professionell karriär

### Lotto-Domo
Gert Steegmans blev professionell med det belgiska stallet Lotto-Domo inför säsongen 2003. Under sitt första år fick han köra Giro d'Italia, men han lämnade tävlingen efter den 18:e etappen. Under året slutade han tvåa på den mindre tävlingen Westrozebeke. Även under säsongen 2004 fick belgaren cykla Giro d'Italia.

### Davitamon-Lotto
Gert Steegmans tog sin första professionell seger under säsongen 2005 när han vann etapp 1 av Tour de Picardie framför Bernhard Eisel och Mychajlo Chalilov. Han slutade sexa på etapp 21 av Vuelta a España 2005 bakom Alessandro Petacchi, Erik Zabel, Heinrich Haussler, Samuel Sanchez och Jimmy Casper. På etapp 3 av Circuit Franco-Belge tog han tredje platsen bakom Frank Høj och Raimondas Vilcinskas. Han vann också Nationale Sluitingsprijs under året.
Under säsongen 2006 vann Gert Steegmans etapp 3 och 4 av Volta ao Algarve; resultat som ledde till att han slutade tävlingen på andra plats bakom portugisen João Cabreira. Han slutade trea på etapp 1 av Panne tredagars och Scheldeprijs Vlaanderen innan han vann etapp 3 av Dunkirks fyradagars. Steegmans vann etapp 2 av Tour de Picardie framför Sébastien Hinault och Saïd Haddou. Steegmans tog hem tredje platsen på etapp 2 av Belgien runt innan han vann etapp 5 av tävlingen. Under året deltog han i Tour de France 2006, där han hjälpte Robbie McEwen att vinna två etapper.

### Quick Step
Tillsammans med Steven de Jongh, Wilfried Cretskens, Tom Boonen, Matteo Tosatto, Sébastien Rosseler, Kevin Van Impe och Davide Viganò vann Gert Steegmans etapp 1, ett lagtempolopp, på Tour of Qatar i början av säsongen 2007. Han vann också etapp 1 av Volta ao Algarve och etapp 3 av Panne tredagars. Steegmans slutade på tredje plats i Scheldeprijs Vlaanderen bakom Mark Cavendish och Robbie McEwen. I maj vann Steegmans etapp 4 av Dunkirk fyradagars; en etapp tidigare hade han slutat på andra plats bakom Cavendish.
Den 9 juli 2007 vann han Tour de France-etappen mellan Dunkerque och Gent framför sin stallkamrat Tom Boonen. Han hade tidigare tagit nio segrar i karriären.
På etapp 4 av Tour de France 2007 slutade Gert Steegmans på sjätte plats bakom Thor Hushovd, Robert Hunter, Oscar Freire Gomez, Erik Zabel och Danilo Napolitano.
Efter Tour de France gjorde Gert Steegmans fina resultat i flera uppvisningslopp, men efter ett tag började han att köra professionella cykellopp igen. Han vann Tour de Rijke i september 2007 innan han vann etapp 2 och 4 av Circuit Franco-Belge. Han slutade tvåa på etapp 3 bakom Mark Cavendish, men det var Gert Steegmans som till slut tog hem segern i tävlingen framför Cavendish och Philippe Gilbert.
Under säsongen 2008 vann Gert Steegmans Trofeo Calvia. Han slutade trea på Trofeo Cala Millor bakom Graeme Brown och Denis Flahaut. Säsongen fortsatta sedan med att han vann den första etappen på Paris-Nice 2008. Han vann också den andra etappen. Under säsongen vann han också Profronde van Fryslân och en etapp på Dunkirks fyradagars. I slutet av juni vann han Halle-Ingooigem med 25 sekunder framför Luke Roberts från Australien.
I juli 2008 vann belgaren den 21:a och sista etappen av Tour de France 2008 på Champs Élysées. Han vann etappen strax framför den tyske cyklisten Gerald Ciolek. I september vann Steegmans den belgiska tävlingen Memorial Rik Van Steenbergen och senare samma månad slutade han tvåa bakom Robbie McEwen i Paris-Bryssel.

### Katusha
Under säsongen 2009 tävlade Gert Steegmans för det ryska stallet Katjusja. I början av februari 2009 tog han sin första seger för säsongen när han vann den första etappen av Challenge Volta a Mallorca framför sin stallkamrat Robbie McEwen. I mitten av februari vann belgaren etapp 2 av Vuelta a Andalucia före Danilo Napolitano och Wim Stroetinga. Steegmans slutade på sjunde plats på etapp 2 av Critérium du Dauphiné Libéré Gert Steegmans fick inte köra Tour de France 2009 för Katjusja med anledning av att belgaren vägrade att skriva på ett kontrakt att den som åkte fast för dopning skulle betala upp till fem gånger dess årslönen i böter. Han blev därefter listad som ”icke-aktiv” av laget. Den 5 augusti 2009 valde Katjusja och Gert Steegmans att gå skilda vägar. Steegmans var besviken på hela säsongen 2009, på grund av ryggskadan, de få tävlingar som han vunnit och på Katjusja. Han ansåg att stalledningen hade satt för mycket press på honom när han väl kommit tillbaka från sin skada.

### RadioSchack
Han tillbringade den resterande delen av året utan arbetsgivare, men i september 2009 blev det klart att Gert Steegmans skulle cykla för det nystartade stallet Team RadioShack under säsongen 2010.
I mars 2010 kraschade han under tempoloppet i Paris–Nice och bröt nyckelbenet. Han blev tvungen att ta ett avbrott från cykeln. I oktober tog han tredje platsen på Paris-Tours bakom Óscar Freire och Angelo Furlan.

### Tillbaka i Quick Step
Inför säsongen 2011 återvände belgaren till sitt gamla stall Quick Step. Under året vann han Nokere Koerse. Efter året skrev han på ytterligare ett kontrakt för att få fortsätta med stallet året därpå, när stallet bytte namn till Omega Pharma-Quickstep. Steegmans körde mycket som hjälpryttare åt bland andra Mark Cavendish, och hade svårt att göra några egna stora resultat.

### Trek Factory Racing
Inför 2015 års säsong värvades Steegmans till det amerikanska stallet Trek Factory Racing.

## Meriter
1996
Belgisk U17-landsvägsmästare
1998
Belgisk U19-tempomästare
2002
Belgisk U23-tempomästare
Zesbergenprijs Harelbeke
2004
Belgisk landsvägsmästare - 4:a
2005
Nationale Sluitingprijs
Tour de Picardie - etapp 1
2006
Volta ao Algarve - etapp 3 & 4
2:a sammanlagt
Belgien runt - etapp 5
Tour de Picardie - etapp 2
Dunkirks fyradagars - etapp 3
2007
Volta ao Algarve - etapp 1
De Panne tredagars - etapp 3
Tour de France - etapp 2 (i Gent)
Tour de Rijke
Circuit Franco-Belge
totalvinnare
etapperna 2 och 4
2008
Trofeo Calvia
Paris-Nice - etapp 1, 2
Dunkirks fyradagars - etapp 2
Profronde van Fryslân
Halle-Ingooigem
Tour de France - etapp 21
Memorial Rik Van Steenbergen
2009
Challenge Volta a Mallorca - etapp 1
Vuelta a Andalucia - etapp 2
2011
Nokere Koerse

## Stall
- 2003-2004 Lotto-Domo
- 2005-2006 Davitamon-Lotto
- 2007-2008 Quick Step-Innergetic
- 2009 Team Katusha
- 2010 Team Radioshack
- 2011-2014 Quick Step
- 2015- Trek Factory Racing